# Kiva
Kiva Microfunds（キヴァ、キーヴァ・マイクロファンド）はインターネットを介してマイクロファイナンスを行うNPO（en:501(c)）機関で、発展途上国の小規模事業と融資者の仲介を行う。
「Kiva」とはスワヒリ語で絆や合意といった意味を持つ。寄付ではなくビジネス性を持った融資を提供することで持続的な支援を目指していること、貸し手が途上国で融資を必要とする借り手を自ら選択できることが反響を呼び、数多くのメディアで紹介されている。元アメリカ大統領クリントンもKivaの活動を支持し、メディアでKivaの紹介をしている。

## 概要
2005年10月、マット・フラネリー、ジェシカ・フラネリー夫妻により設立された世界初のperson to personマイクロファイナンス機関。（設立経緯についてより詳しくはを参照）
Kivaはインターネットを利用して小口融資を募り、それを取りまとめて発展途上国の個人事業主に融資する仕組みを提供している。寄付や募金と異なるのは、融資なので、投資した資金は返済される。2011年9月時点で返済率は98.8%以上という高水準を保っている。
一口25USドルからの融資を受け付けており、支払い方法は現在、手数料無料で利用できるPayPalのみとなっている。。
現在では世界216か国で62万人以上が約200億円近くを途上国の貧困層に貸し付けている。融資は1年から1年半で返済され、再び別の貧困層へ貸し付けるか、kivaへ寄付するか、自己のPaypal口座を経由して銀行口座へ引き出すかを選ぶことができる。

## 詳細説明
ここでは、Kivaの仕組みを時間軸に沿って説明する。
1. まず最初に、勤労意欲が高く、資金があれば商売を拡大できるプランをもっている発展途上国の個人事業家を見つけることが必要になる。これは発展途上国の現地法人(Micro Finance institutions:MFI)が担当する。MFIは個人事業家から話を聞いて、それを英語に翻訳し、Kivaにレポートする。この際、資金の返済計画も立案されている。
2. Kivaでは現地のレポートを吟味し、Webサイトに掲載する。
3. 世界中の貸し手はWebサイトを閲覧して、自分が共感する借り手がいた場合に、小口融資を行う。
4. Kivaは集まった小額融資をとりまとめてMFIに送金し、個人事業家に届けてもらうように委託する。　（実際に届けられたことを証明するため、個人事業家のサインをもらうことになっている）
5. 個人事業家は資金を元に家業を拡大する。
6. MFIは毎月、個人事業家のもとに赴き、資金を回収し、それをKivaに送金する。
7. Kivaでは送金された資金をそれぞれの貸し手に振り分ける。
8. 貸し手は返金された資金を別の融資にまわすか、Kivaへ寄付するか、銀行口座から引き出すかを選ぶ。

以上のサイクルによって、Kivaは回っている。

## 発展途上国の個人事業家が支払う利子
発展途上国の個人事業家は融資に利子をつけて返済している。この利率は平均21%と高いものになっているが、この利子はKivaにも貸し手にも返されず、全て現地法人の活動費にあてられている。（なぜこのような高い利率になっているかはを参照）

## Kiva自身の運営
上述したようにKiva自身は、借り手から利子をもらうわけでもなく、マージンをとっているわけでもない。
Kiva自身は個人からの寄付と著名な企業からの寄付によって成り立っている。しかし例えばKivaを通じて個人で融資を行う際、Kivaのシステム上寄付を求められるが、その額はデフォルトで融資額の15%であり、毎月一定額の融資を行うサブスクリプションや、返済が1年から1年半で行なわれている実情を考えれば、実質年率に近い。日本に住む一般的なサラリーマンが融資をする場合に15%の寄付を上乗せするとすれば、インフレ率を考えればMFIの年利より実質的に高い手数料を寄付という形で得ていることになる。これは融資を受ける側の利息を、貸す側が負担していることになり、最終的な借り手との間に、二重に利息が発生しているとみることができる。

## 融資先
Kivaは途上国各地にあるMFI（Micro Finance Institution）と提携し、アジア、中東、南米、アフリカ全ての地域に融資を提供している。アフガニスタン、スーダン、ウガンダ、シエラレオネといった紛争で荒廃した貧困国へも融資を行っている点が特徴である。

## 日本での活動
Kivaを日本語で利用できる環境はKiva Japan (http://kivajapan.org )という任意団体が主導になって始まっている。日本人利用者も増加傾向にありKivaHP内のTeam Japanというコミュニティには600人以上が登録している。ただし公式サイトでの活動報告は2008年、2009年しか掲載されておらず、2017年現在の活動状況は不明。また、日本語でKivaを解説するサポートページもいくつか存在する。

## パブリシティ
- 元アメリカ合衆国大統領ビル・クリントンは、ブランダイス大学での講演（2007年12月3日）、クリントン・グローバル・イニシアティブ、著書『Giving: How Each of Us Can Change the World』などでキヴァについて言及
- マット・フラネリー、ジェシカ・フラネリーは、テレビ番組 オプラ・ウィンフリー・ショー 出演（2007年11月） "Oprah Features Kiva Founders"
- 共同創設者マット・フラネリーのインタビュー - 時事通信